# 藤高宗一郎
藤髙 宗一郎（ふじたか そういちろう、1991年10月11日 - ）は、日本のバスケットボール選手である。ポジションはフォワード。元妻は元バスケットボール選手の栗原三佳。

## 来歴
香芝市立三和小学校、香芝市立香芝中学校、大阪商業大学高等学校を経て2010年4月、関西大学に進学。大学の同期には山下和樹がいる。1年生時よりメンバー入りし、関西選手権、関西学生リーグ戦、全日本大学選手権に出場した。3年生時のリーグ戦（1部）は9位で2部降格したが、チームの主力としてリーグ得点ランキング3位。4年生時のリーグ戦（2部）では優勝に貢献し、優秀選手賞を受賞。日本学生選抜チームにも選出され、李相佰杯争奪日韓学生バスケットボール競技大会に出場した。4年生時にはユニバーシアード代表にも選ばれた。
大学卒業後の2014年、NBLの日立サンロッカーズ東京に加入。背番号39。7月には学生とNBLの若手選手で構成された選抜チームに選出され、国際親善試合の近畿バスケットボール100周年記念大会でスプリングフィールド大学と対戦した。
2017年5月16日、前年末にトヨタ自動車アンテロープスに所属する栗原三佳と結婚していたことを発表した。
2017年をもって、SR渋谷を退団するも、地元の大阪エヴェッサへ移籍する。
2018年には、東京オリンピックの公式競技にもなっている3x3へチャレンジ。
2018年には国内トップリーグの3x3.PREMIER新規参入チームのOSAKA DIMEでプレー。
2019年には、5人制でもプレーしているエヴェッサ.EXEでプレー。
2019年には韓国の3x3のプロリーグにも出場し、TOKYO DIMEでプレー。
2019年には3x3男子日本代表候補にも選出され東京オリンピック代表候補入を目指している。
2022年、FIBA3x3ワールドカップに出場。
2024年、バンビシャス奈良にて現役引退。

## 記録
| シーズン    | チーム | GP | GS | MPG | FG%  | 3P%  | FT%  | RPG | APG | SPG | BPG | TO  | PPG |
| ----------- | ------ | -- | -- | --- | ---- | ---- | ---- | --- | --- | --- | --- | --- | --- |
| NBL 2014-15 | 日立   | 37 |    | 9.1 | .417 | .190 | .586 | 1.1 | 0.2 | 0.2 | 0.1 | 0.4 | 2.9 |
| NBL 2015-16 | 日立   | 30 |    | 6.9 | .440 | .400 | .769 | 0.8 | 0.3 | 0.2 | 0.1 | 0.4 | 2.0 |
| B1 2016-17  | 渋谷   |    |    |     |      |      |      |     |     |     |     |     |     |
| B1 2017-18  | 大阪   |    |    |     |      |      |      |     |     |     |     |     |     |